# Masacre de Puerto Hurraco
El crimen de Puerto Hurraco fue un asesinato masivo acaecido al atardecer del domingo 26 de agosto de 1990 en la pedanía del mismo nombre perteneciente al municipio de Benquerencia de la Serena, sito en la provincia de Badajoz (Extremadura, España), y de ciento treinta y cinco habitantes (dos centenares en verano). Los autores fueron los hermanos Emilio y Antonio Izquierdo, pertenecientes a la familia Izquierdo, quienes asesinaron por las calles de su pueblo natal a nueve personas, varias de ellas pertenecientes a su rival, la familia Cabanillas (entre ellas dos jóvenes de trece y catorce años), y causaron heridas graves a otras doce.

## Antecedentes
Las rencillas entre las familias Cabanillas (llamados «los Amadeos») y la familia Izquierdo («los Patas Pelás») se remontan a una disputa de lindes en 1967, cuando Amadeo Cabanillas entró con el arado en una finca de Manuel Izquierdo en Puerto Hurraco. También hubo por aquel entonces una historia de amor no correspondido entre el propio Amadeo Cabanillas y Luciana Izquierdo; ambos se enamoraron, pero finalmente este rechazó casarse con ella, lo que afectó mucho a Luciana. Pocos días después de este rechazo amoroso, el 22 de enero de 1967, Amadeo Cabanillas fue asesinado a manos de Jerónimo Izquierdo, el mayor de los hermanos Izquierdo, quien ingresó en prisión por su crimen y cumplió condena durante catorce años.
Nada más cumplir Jerónimo Izquierdo su condena en 1986 regresó a Puerto Hurraco para vengar la muerte de su anciana madre, Isabel Izquierdo Caballero, fallecida en un incendio en su vivienda de la calle Carrera n.º 9 dos años antes, el 18 de octubre de 1984, y de cuya autoría la familia Izquierdo culpaba a Antonio Cabanillas, hermano de Amadeo, a pesar de que la investigación policial no halló culpables, por lo que Jerónimo intentó asesinar a Antonio con un cuchillo, hiriéndole de gravedad, aunque este consiguió sobrevivir. Por este hecho Jerónimo Izquierdo ingresó en el psiquiátrico el 8 de agosto de 1986; murió nueve días después.

## El tiroteo
El domingo 26 de agosto de 1990, seis años después del incendio y cuatro del apuñalamiento de Antonio Cabanillas a manos de Jerónimo Izquierdo, los dos hermanos varones de éste, Emilio y Antonio Izquierdo, de cincuenta y seis y cincuenta y dos años respectivamente, tras despedirse de sus hermanas Ángela y Luciana Izquierdo de su casa de Monterrubio de la Serena, asegurando que «vamos a cazar tórtolas», y vestidos de cazadores y armados con escopetas repetidoras del calibre 12, se escondieron al anochecer en un callejón del pueblo de Puerto Hurraco para después salir y disparar en la calle principal del pueblo numerosos cartuchos contra miembros de la familia Cabanillas que allí se encontraban; en especial buscaban a Antonio Cabanillas Rivera. Posteriormente, el tiroteo derivaría contra cualquiera que se cruzase accidentalmente por la calle con ellos. Los hermanos Izquierdo dejaron nueve muertos, entre los cuales se encontraban dos niñas hermanas de la familia Cabanillas, Encarnación y Antonia (hijas de Antonio), de trece y catorce años respectivamente, que jugaban en la calle y a las que los hermanos Izquierdo dispararon sin miramientos a corta distancia, y en torno a una docena de heridos de diversa gravedad. Algunos acabaron tetrapléjicos en silla de ruedas el resto de su vida. La tercera de las hermanas de Encarnación y Antonia, María del Carmen, se salvó por estar en casa de una de sus primas. Un niño de seis años, Guillermo Ojeda Brito, siendo alcanzado en el cráneo, se quedó en coma.
Este crimen era un nuevo acto de venganza porque los consideraban culpables del incendio de una casa de su propiedad en la que falleció su madre, Isabel Izquierdo. La munición empleada era de postas, cartuchos con nueve gruesos perdigones de plomo. Tras su fuga, los Izquierdo incluso llegaron a disparar contra una unidad de la Guardia Civil que acudió de la casa cuartel de Monterrubio de la Serena, alertada por los vecinos. Los dos agentes de la Benemérita resultaron gravemente heridos en el interior de su vehículo antes de poder dar el alto a los asesinos o tratar de defenderse con sus armas reglamentarias.

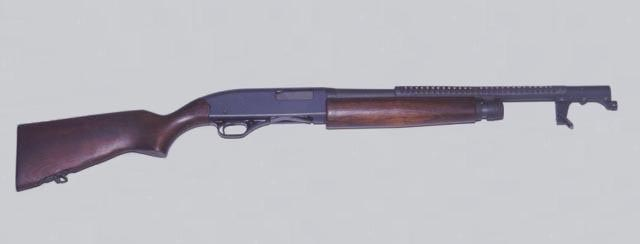
Escopeta de postas similar a las dos utilizadas en la masacre, del calibre 12.

Tras la matanza los hermanos Izquierdo huyeron al monte, a la Sierra del Oro, sembrada de olivares. Las unidades de la Guardia Civil que los buscaban los encontraron durmiendo nueve horas después del inicio de la tragedia y fueron detenidos sin resistencia. Fueron conducidos al juzgado de Castuera (Badajoz), cerca de Puerto Hurraco. Emilio Izquierdo, tras su detención, no mostró el más mínimo signo de arrepentimiento: «Ahora que sufra el pueblo como yo he sufrido durante todo este tiempo», mientras su hermano Antonio aseguró que aún tenían pensado continuar con la sangría: «Si no nos hubieran detenido habríamos vuelto al pueblo a dispararles durante el entierro de los muertos». Los hermanos creían haber matado a una veintena de personas, y lo cierto es que dispararon a veintiuna, pero solo consiguieron asesinar en el acto a siete, más dos heridos que fallecieron al cabo de un par de semanas en el Hospital Infanta Cristina de Badajoz.
Las dos hermanas, Luciana y Ángela, de sesenta y dos y cuarenta y nueve años respectivamente, huyeron con rapidez de su casa de Monterrubio de la Serena y llegaron en tren a Madrid, aunque a los cuatro días (el 30 de agosto de 1990) tuvieron que regresar a Castuera para declarar ante el juez. A las puertas del juzgado esperaba Antonio Cabanillas, el padre de las dos niñas asesinadas, con un gran cuchillo oculto, pero fue desarmado y detenido por la Guardia Civil, que custodiaba el edificio ante las probables represalias.

## El juicio
En el juicio celebrado tres años y medio después, en enero de 1994, los dos hermanos Izquierdo fueron condenados a seiscientos ochenta y cuatro años de cárcel y trescientos millones de pesetas de indemnización. Resaltó el magistrado: "Su inteligencia está dentro de lo normal, hecho que queda corroborado porque eran capaces de manejar un rebaño de unas mil ovejas, tenían fincas arrendadas y poseen, con la crisis que atraviesa el campo, una cartilla de diez millones de pesetas", "los acusados perfilaron un «plan de exterminio» del mayor número de habitantes posibles de la localidad de Puerto Hurraco", "eligieron el callejón y la noche porque conocían las costumbres de sus vecinos y sabían que «a esa hora y desde ese lugar podrían matar a más gente»" y también destacó el juez "un primitivismo cultural y un empobrecimiento afectivo que determina el desprecio por la vida humana" y "los acusados alimentaban sus propias fobias y obsesiones debido a un anormal aislamiento social y a la convivencia en un grupo cerrado (en referencia a todos los hermanos)".
Al principio la fiscalía imputó a las hermanas Luciana y Ángela Izquierdo (de 62 y 49 años respectivamente) como supuestas inductoras del crimen, pero dos años después fueron exculpadas al no encontrar el juez pruebas que demostrasen su implicación directa en aquellos hechos. Sin embargo, fueron ingresadas en el Hospital Psiquiátrico de Mérida por recomendación médica, ya que les diagnosticaron un proceso paranoide y un trastorno delirante compartido relacionado con la venganza por la muerte de su madre Isabel Izquierdo, seis años antes, en un incendio.

## Fallecimiento de los autores
Catorce años después, el 1 de febrero de 2005, murió en el psiquiátrico de Mérida Luciana Izquierdo (1928-2005) a los 77 años, considerada por muchos la verdadera inductora de los crímenes de Puerto Hurraco (al ser rechazada en su juventud por su pretendiente, de la familia Cabanillas). En noviembre del mismo año, solamente 10 meses después, su hermana Ángela Izquierdo (1941-2005) falleció a los 64 años en la misma institución mental.
Un año después de la muerte de sus hermanas, el 13 de diciembre de 2006, Emilio Izquierdo (1934-2006) falleció por causas naturales en la prisión de Badajoz a los 72 años, pues padecía problemas de corazón y fue hallado sin vida en su celda por un funcionario. Su hermano Antonio acudió al entierro y dijo delante de su tumba: "Hermano, te vas con la satisfacción de que tu madre ha sido vengada".
Tres años y medio después de la muerte de su hermano Emilio, y diecinueve tras la matanza, el 25 de abril de 2010, Antonio Izquierdo (1938-2010), el último de los hermanos Izquierdo, se suicidó a los 72 años en la prisión de Badajoz ahorcándose en su celda del módulo de enfermería con sábanas anudadas. Los funcionarios de la cárcel encontraron el cadáver mientras hacían una ronda a las dos de la madrugada. El interno se encontraba en el módulo de enfermería debido a su delicado estado de salud. Éstos informaron inmediatamente a los servicios médicos, que únicamente pudieron certificar su óbito.
Antonio Izquierdo se quitó la vida el mismo día que tendría que haber salido en libertad de no ser porque a su caso se aplicó la doctrina Parot, establecida por el Tribunal Supremo en 2006. Antonio cumplía una condena de 25 años, por lo que aún le quedarían cinco años de cárcel por cumplir. El preso había manifestado su malestar por la aplicación de esta doctrina.
Ninguno de los cinco hermanos Izquierdo tuvo descendencia, por lo que su linaje termina con la muerte del último de los hermanos, Antonio. A los Cabanillas sólo les sobrevivió de la masacre una hija, María del Carmen, que tuvo dos hijas y reside en una localidad cercana a Puerto Hurraco. Al llevar éstas el Cabanillas en segundo lugar, ambos apellidos (Izquierdo y Cabanillas) desaparecerán con el tiempo en estas dos familias, pero los Izquierdo no lograron su objetivo de acabar con la familia Cabanillas tras esta serie de sucesos trágicos.

## Cultura popular
El suceso fue recreado en el cine catorce años después en la película El séptimo día (2004), dirigida por Carlos Saura y con guion de Ray Loriga, y protagonizada por José Luis Gómez y Juan Diego en el papel de los dos hermanos autores de la masacre, Emilio y Antonio, y por Victoria Abril y Ana Wagener en los papeles de Luciana y Ángela respectivamente. El actor Ramon Fontserè interpretó el papel del quinto hermano, también asesino, Jerónimo Izquierdo, anterior a la masacre de 1990.
También fue inspiración para la canción «Veraneo en Puerto Hurraco» del grupo musical Def Con Dos, que trata de manera muy sarcástica el hecho acontecido, al igual que una mención esporádica en la canción «Hong Kong» del artista C. Tangana junto al cantautor argentino Andrés Calamaro.